# 거즈

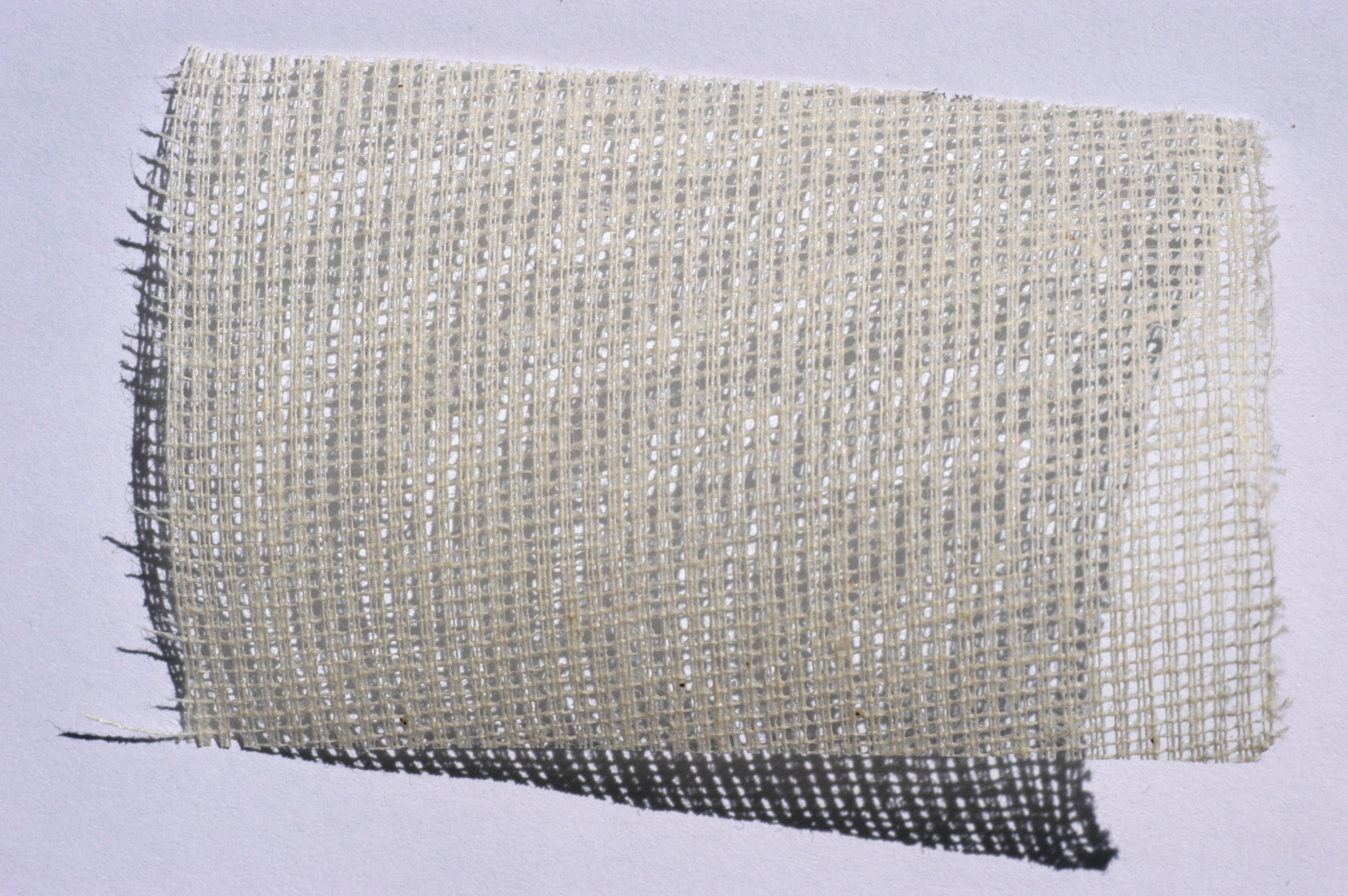
거즈

거즈(gauze) 또는 가제(일본어: ガーゼ, 독일어: gaze)는 면, 견, 레이온, 합성섬유 등으로 짠 얇고 올이 성긴 직물을 가리키는 단어이다. 보통 평직과 사직으로 짠다. 사직거즈는 모기장이나 제분소에서 밀가루를 곱게 처리할 때 쓰는 천을 만드는 데 사용하고 평직거즈는 병원에서 외과 수술 용이나 그 밖의 용도로 쓴다.

## 같이 보기
- 반창고

## 참고 자료
- 이 문서에는 다음커뮤니케이션(현 카카오)에서 GFDL 또는 CC-SA 라이선스로 배포한 글로벌 세계대백과사전의 내용을 기초로 작성된 글이 포함되어 있습니다.